# Olympische Winterspiele 2010/Teilnehmer (Chile)
| Gelbes Symbol für Goldmedaillen mit stilisierten Olympischen Ringen | Graues Symbol für Silbermedaillen mit stilisierten Olympischen Ringen | Braundes Symbol für Bronzemedaillen mit stilisierten Olympischen Ringen |
| ------------------------------------------------------------------- | --------------------------------------------------------------------- | ----------------------------------------------------------------------- |
| —                                                                   | —                                                                     | —                                                                       |

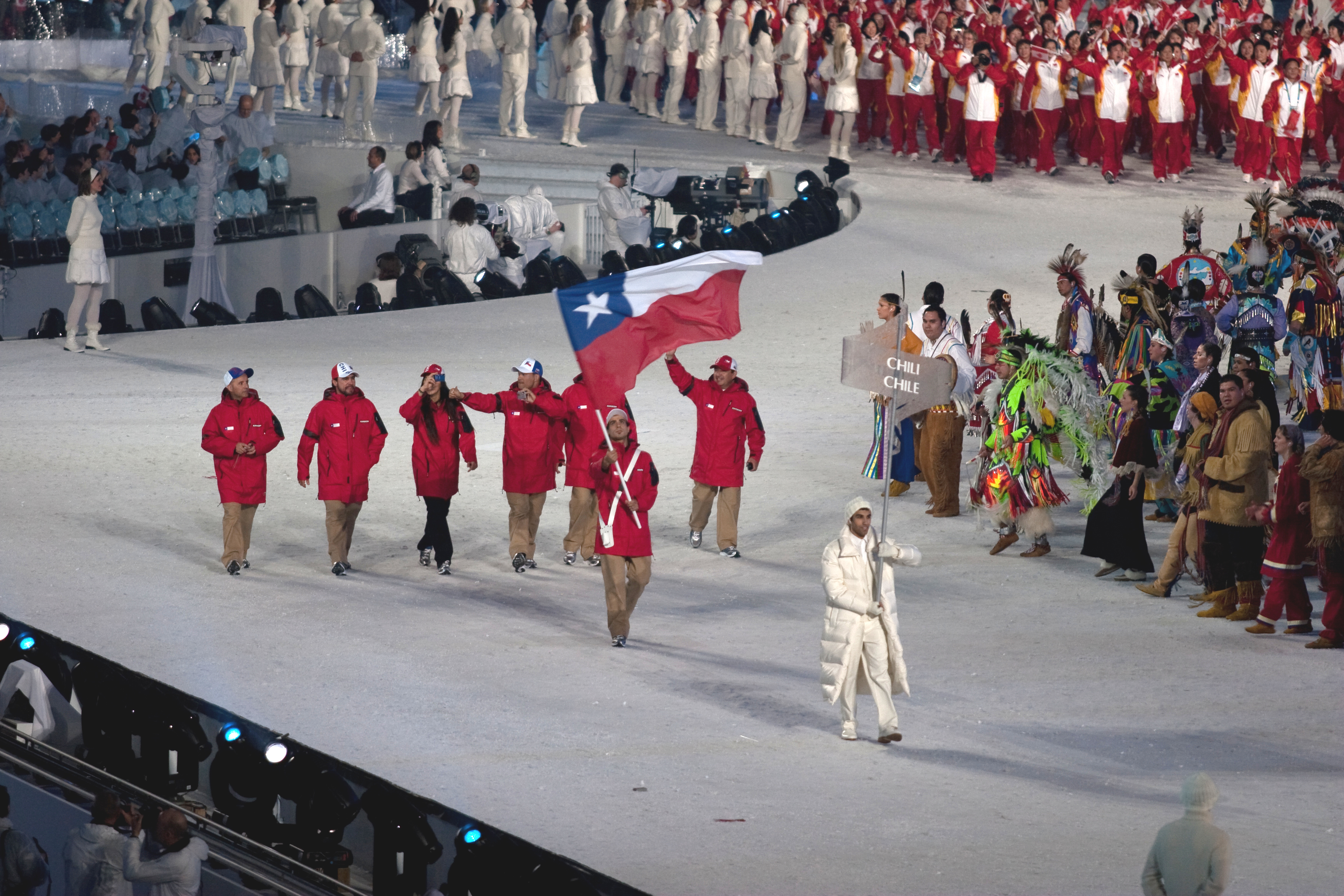
Einmarsch der chilenischen Delegation

Chile nahm an den Olympischen Winterspielen 2010 im kanadischen Vancouver mit drei alpinen Skisportlern teil.

## Fahnenträger
Jorge Mandrú war bei der Eröffnungsfeier am 12. Februar 2010 der chilenische Fahnenträger. Bei der Schlussfeier übernahm diese Aufgabe Noelle Barahona, da die zwei anderen Mitglieder ihrer Mannschaft wegen des Erdbebens am 27. Februar 2010 vor der Küste Chiles nicht an dieser Veranstaltung teilnahmen.

## Ski Alpin
| Männer - Maui Gayme Abfahrt: 49. Platz Super-G: 42. Platz - Jorge Mandrú Abfahrt: 56. Platz Super-G: DNF Riesenslalom: 52. Platz Slalom: nicht angetreten | Frauen - Noelle Barahona Abfahrt: 34. Platz Super-G: 35. Platz Kombination: 28. Platz Riesenslalom: DNF Slalom: 41. Platz |